# Lupinus foliolosus
Lupinus foliolosus är en ärtväxtart som beskrevs av George Bentham. Lupinus foliolosus ingår i släktet lupiner, och familjen ärtväxter. Inga underarter finns listade i Catalogue of Life.